# Coelorinchus bollonsi
Coelorinchus bollonsi és una espècie de peix de la família dels macrúrids i de l'ordre dels gadiformes.

## Hàbitat
És un peix bentopelàgic, marí i d'aigües temperades que viu fins als 392 m de fondària.

## Distribució geogràfica
És un endemisme de Nova Zelanda.